# Daniel Clarembaux
Daniel Joseph Clarembaux (Sint-Jans-Molenbeek, 16 januari 1883 - juni 1928) was een Belgische roeier. Hij nam eenmaal deel aan de Olympische Spelen en werd driemaal Europees kampioen.

## Loopbaan
Clarembaux begon eind 1898 met roeien en hij sloot zich aan bij Cercle des Régates de Bruxelles. In 1900 werd hij Belgisch juniorenkampioen in de skiff. Hij specialiseerde zich in de dubbel scull. Tussen 1901 en 1909 veroverde hij op dit nummer drie Belgische en drie Europese titels. In 1902 met Georges Licot, in 1903 met Xavier Crombet en in 1909 met Georges Desenfans. Daarnaast veroverde hij ook driemaal een zilveren medaille op de Europese kampioenschappen.
Clarembaux werd in 1911, 1914 en 1920 met de acht van zijn club Belgisch kampioen. Op de Europese kampioenschappen van 1920 veroverde hij op dit nummer de zilveren medaille. Later dat jaar werd hij met dit team op de  Olympische Spelen in Antwerpen uitgeschakeld in de eerste ronde.

## Palmares

### dubbel twee
- 1901:  EK in Zürich
- 1902:  BK
- 1902:  EK in Straatsburg/Kehl
- 1903:  BK
- 1903:  EK in Venetië
- 1904:  EK in Courbevoie
- 1907:  EK in Straatsburg/Kehl
- 1909:  BK
- 1909:  EK in Juvisy-sur-Orge

### acht
- 1911:  BK
- 1914:  BK
- 1920:  BK
- 1920:  EK in Maçon
- 1920: 3e in eerste ronde OS in Antwerpen